# پروین غفاری
پروین «پری» غفاری (۱۳۰۹ – ۱۱ تیر ۱۳۹۲) خواننده و بازیگر سینمای ایران بود.

## سالهای اولیه زندگی
پروین غفاری از یک خانواده متوسط اهل تفرش و ساکن تهران بود. پدرش میرزا حسن غفاری همدانی، از مبارزان مشروطه بود که در واقعه به‌توپ‌بستن مجلس توسط کلنل لیاخوف مجروح شده بود.

### فعالیت هنری
«فریاد نیمه‌شب» ساموئل خاچیکیان و «بن‌بست» میرمهدی صمدزاده و «زن و عروسک‌هایش» به کارگردانی اسماعیل ریاحی فیلم‌هایی هستند که پری غفاری بازی کرد. او یکی از نمادهای فیلم‌فارسی است. فیلم «موطلایی شهر ما» در کنار فردین به کارگردانی عباس شباویز نام او را به سر زبان‌ها انداخت.

## سالهای پایانی عمر
وی در سال‌های پایانی عمر به تنهایی زندگی کرد و تنها کسی که خرج او را می‌داد صابر رهبر بود.  در کتاب خاطرات پری غفاری تا سیاهی در دام شاه ادعا شده با محمدرضا پهلوی رابطه عاشقانه داشته‌است. این کتاب فقط یک بار در سال ۱۳۷۶ منتشر شد. به اعتقاد برخی منتقدان همچون محمد قائد، این کتاب در صورت تجدید چاپ می‌توانست پرفروش‌ترین کتاب تاریخ ایران باشد. برخی این کتاب را نیز همچون خاطرات حسین فردوست، فریده قطبی، اردشیر زاهدی، شهناز پهلوی و تاج‌الملوک آیرملو جعلی خوانده‌اند.
پروین غفاری ۱۱ تیر ۱۳۹۲ در ۸۳ سالگی در نوشهر درگذشت و در همان شهر مدفون شد.

## فیلم‌شناسی

پوستر فیلم موطلایی شهرما با شرکت پری غفاری محصول ۱۳۴۴

- آخرین نبرد (۱۳۵۱)
- فریاد انسان‌ها (۱۳۴۹)
- رابطه (۱۳۴۸)
- گربه کور (۱۳۴۸)
- گناه مادر (۱۳۴۸)
- تونل (۱۳۴۷)
- سکه دورو (۱۳۴۷)
- فردای باشکوه (۱۳۴۶)
- زن و عروسک‌هایش (۱۳۴۴)
- مو طلایی شهر ما (۱۳۴۴)
- بن‌بست (۱۳۴۳)
- فریاد نیمه شب (۱۳۴۰)